# Georges Depeyrot

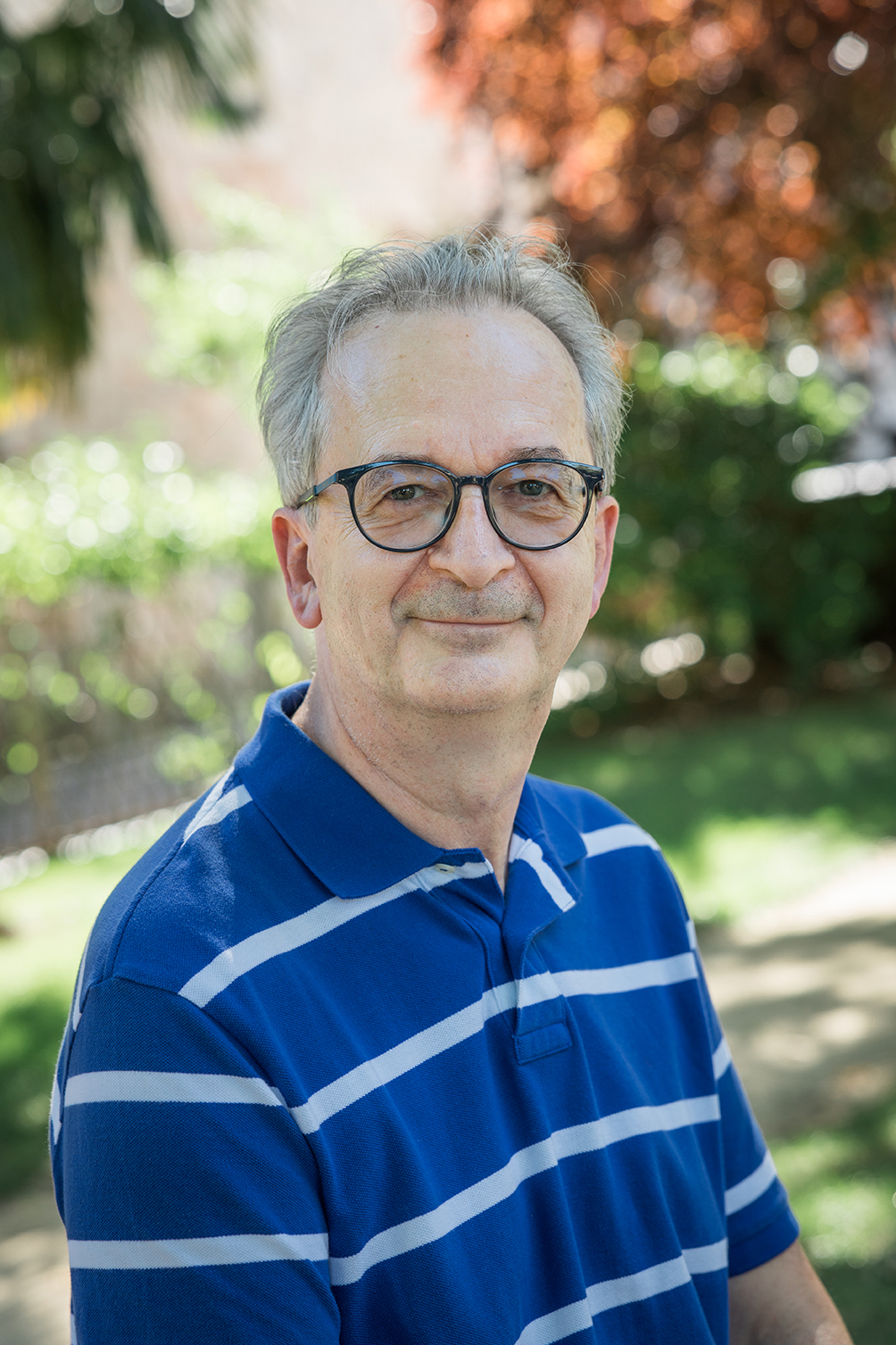
Georges Depeyrot

Georges Depeyrot (* 25. Mai 1953 in Cahors) ist ein französischer Historiker, Numismatiker und Verleger numismatischer Fachliteratur.

## Leben und Wirken
Depeyrot studierte Geschichte und promovierte 1977 an der Universität Toulouse II. 1992 habilitierte er sich an der Universität der Franche-Comté in Besançon und war seitdem an vielfältigen Forschungsprojekten zur Geldgeschichte und Numismatik im In- und Ausland beteiligt.
Seit 2010 ist er Mitarbeiter der Forschungseinheit „Archäologie und Philologie des Orients und Okzidents“ an der  ENS-Paris und seit 2012 Forschungsdirektor beim nationalen Forschungszentrum CNRS.
Depeyrot war zuerst spezialisiert in römischer Numismatik, hat sein Wissen aber dann sukzessive auf andere Epochen (Merowinger, Karolinger) und Territorien  (Armenien, Rumänien, Spanien, Marokko) ausgedehnt. Sein zentrales Interessensgebiet ist dabei die Erforschung von Geldzirkulation und Geldgeschichte.

## Verlegertätigkeit und Publikationen
1994 bis 2000 leitete Depeyrot die Reihe Collections numismatiques beim Verlagshaus Errance-Actes Sud.
1995 gründete Depeyrot die Edition Moneta (Wetteren), die sich auf die Herausgabe numismatischer Fachliteratur spezialisiert hat und die er bis heute verlegerisch leitet.
Depeyrot hat bisher über 500 Einzelartikel und rund 180 Autoren- und Herausgeberschaften von Monographien und Sammelbänden publiziert, die sich über das gesamte Gebiet der Numismatik und Geldgeschichte erstrecken.